# Strömsborgs kraftverk
Strömsborgs kraftverk är det sista och minsta kraftverket i Gavleån, beläget under Kvarnbron i centrala Gävle. Kraftverket byggdes 2001 i vad som var en igenlagd vattenränna på åns södra/västra sida, ursprungligen byggd för någon av de industrier som etablerade sig vid Gavleåns forsar i slutet av 1800-talet.